# LEX (serie de televisión)
LEX es una serie de televisión producida por Globomedia para la cadena española Antena 3, que la emitió en estreno entre el 5 de junio y el 21 de diciembre de 2008. Consta de un total de 16 episodios, repartidos en dos temporadas.

## Argumento
La acción se desarrollaba en un bufete de abogados llamado LEX, siglas de sus tres socios: Daniela León, Mario Estrada y Gonzalo Xifré.

## Personajes

### Fijos
- Mario Estrada (Javier Cámara). Estudió derecho con Dani (su expareja) y con Gonzalo, su amigo y socio. Es muy eficiente, pero utiliza métodos poco "normales" para conseguir sus propósitos, que siempre son ganar el juicio sea como sea. Es egoísta y pocas veces piensa en los demás; al parecer, no está preparado para ser padre. Recientemente ha cortado con su novia (Dani), ya que ésta lo pilló en la cama con Marta, una joven secretaria, a pocas semanas de la boda. Vive en su bonito piso con Gonzalo, su mejor amigo. Hasta poco antes había vivido con su hermana Eli, pero después de que (supuestamente) ella le contara a Dani que se había acostado con Silvia (los dos se habían emborrachado), él se enfadó con ella y la echó de casa.

- Daniela "Dani" León (Nathalie Poza). Estudió derecho con Gonzalo y Mario; fue la mejor de su promoción. Como todos en LEX, es muy eficiente y profesional. También tiene sentido del humor. Cortó con Mario al enterarse de su infidelidad. Estaba embarazada de él, pero perdió al bebé. Estuvo a punto de volver con Mario, pero cuando se enteró de que Mario se acostó con Silvia volvió a dejarlo. En la actualidad está saliendo con el juez Germán Torres.

- Gonzalo Xifré (Santi Millán). Estudió con Dani y Mario, pero consiguió el título con poco esfuerzo (chuletas, sobornos...). Está obsesionado con el dinero, y lo único que le interesa de un cliente es su cartera. Está enamorado de Dani desde que eran jóvenes, y se refugia en el sexo para poder "olvidarla".

- David Vega (Pau Roca). Es un joven de barrio; sus padres tuvieron que hacer un gran esfuerzo económico para pagarle la carrera de derecho. Ahora es un profesional que no está decidido a traicionar sus principios para ganar un caso. Salió durante un tiempo con Silvia, pero después de que se ella se acostara con Mario lo dejaron. Desde el principio de la serie ha sido amigo de Eli, aunque siempre se ha observado que siente algo por ella. Estuvo a punto de ser despedido del bufete por Raúl, pero se salvó gracias a Silvia. Ahora está intentando (sin éxito) que Eli deje a Raúl, pero no lo tiene fácil, ya que ella no le cree.

- Eli Estrada (Clara Lago). Es la hermana pequeña de Mario. Estudia lo mismo que estudió él. Es divertida, alocada y sexy. Es amiga de David desde que lo conoció al principio de la serie. Al principio estaba claramente enamorada de él, aunque como David estaba con Silvia no llegó más lejos. Ahora está saliendo con Raúl.

- Gema Bini (Kira Miró). Su madre murió cuando era muy joven y tiene que hacerse cargo de su padre (de origen argentino) y de cuatro hermanos menores. Estuvo en la academia de policía, pero se fue porque no soportaba recibir órdenes. Es sexy y sabe conseguir información de manera muy sutil. Es la mejor amiga de Dani y vive con ésta y con Silvia.

- Silvia Marall (Silvia Marty). Es hija del gran Jaime Marall, un abogado extremadamente bueno y famoso. Siente que su padre ve que ella no es capaz de llegar a donde ha llegado él, por eso se esfuerza todo lo que puede en su trabajo. Estuvo saliendo con David hasta que ella se acostó con Mario. Antes del inicio de la serie salió con Raúl, del cual conoce varios secretos, los cuales usa para evitar que despida a David.

- Raúl Serra (Álex González). Es la mano derecha de Jaime Marall y exnovio de su hija Silvia. Se pone al frente del bufete cuando Marall se hace con el 60% de las acciones. Empieza a salir con Eli poco después de llegar al bufete. Cuando estuvieron saliendo juntos, hizo algo que es lo suficientemente malo como para que no quiera que Jaime Marall se entere de ello.

- Katia, la secretaria (Dulcinea Juárez). Es la secretaria y recepcionista. Es inteligente y homosexual (actualmente tiene pareja). Lo soluciona todo a la perfección, y está en todos lados, aunque no la necesiten.

### Episódicos
- Jaime Marall, padre de Silvia (Josep Maria Pou).
- Germán Torres, juez y novio de Daniela (Aitor Merino).
- Rocío Janer (Paz Vega)
- Fiscal (Sonia Castelo)
- Rebeca (Lola Baldrich)

## Episodios y audiencias
LEX se estrenó el 5 de junio de 2008 con una audiencia media de tres millones de espectadores y un 16,6% de cuota de pantalla, siendo esta la más vista de sus 16 entregas. Luego, las cifras de audiencia fueron descendiendo progresivamente, hasta llegar a su mínimo el 21 de diciembre de 2008, con el capítulo final, que fue visto por 1.460.000 espectadores (10,9% de cuota).

### Audiencias por temporada
| Temp    | Episodios | Estreno               | Final                   | Espectadores | Cuota |
| ------- | --------- | --------------------- | ----------------------- | ------------ | ----- |
| Primera | 5         | 5 de junio de 2008    | 10 de julio de 2008     | 2 341 000    | 14,1% |
| Segunda | 11        | 19 de octubre de 2008 | 21 de diciembre de 2008 | 1 933 000    | 11,6% |
| TOTAL   | 16        | 2008                  | 2008                    | 2 137 000    | 12,8% |

### Temporada 1 y 2
| Capítulo | Nombre                                  | Fecha de emisión  | Espectadores      | Cuota             |                   |
| -------- | --------------------------------------- | ----------------- | ----------------- | ----------------- | ----------------- |
| N°C:5    | PRIMERA TEMPORADA                       | PRIMERA TEMPORADA | PRIMERA TEMPORADA | PRIMERA TEMPORADA | PRIMERA TEMPORADA |
| 1x01     | Abogado bueno, abogado muerto           | 05/06/2008        | 3.007.000         | 16,6%             |                   |
| 1x02     | Genéticamente infiel                    | 12/06/2008        | 2.493.000         | 13,8%             |                   |
| 1x03     | Hijo de... Mario                        | 19/06/2008        | 2.412.000         | 14,3%             |                   |
| 1x04     | Todo locos                              | 03/07/2008        | 2.041.000         | 13,3%             |                   |
| 1x05     | Por el mejor                            | 10/07/2008        | 1.756.000         | 12,4%             |                   |
| N°C:11   | SEGUNDA TEMPORADA                       | SEGUNDA TEMPORADA | SEGUNDA TEMPORADA | SEGUNDA TEMPORADA | SEGUNDA TEMPORADA |
| 2x01     | Mujeres y marihuana                     | 19/10/2008        | 2.151.000         | 11,3%             |                   |
| 2x02     | 7 horas y 34 minutos                    | 26/10/2008        | 2.038.000         | 12,1%             |                   |
| 2x03     | Con un par                              | 02/11/2008        | 2.077.000         | 11,9%             |                   |
| 2x04     | Guapa y mala                            | 09/11/2008        | 2.194.000         | 13,4%             |                   |
| 2x05     | Dame veneno                             | 16/11/2008        | 1.941.000         | 11,9%             |                   |
| 2x06     | Licencia para juzgar                    | 23/11/2008        | 2.150.000         | 13,0%             |                   |
| 2x07     | El enemigo en casa                      | 30/11/2008        | 2.076.000         | 12,4%             |                   |
| 2x08     | La guillotina                           | 07/12/2008        | 1.641.000         | 10,1%             |                   |
| 2x09     | Bachata en Hong Kong                    | 14/12/2008        | 1.711.000         | 8,6%              |                   |
| 2x10     | La primera vez que me dijiste te quiero | 14/12/2008        | 1.822.000         | 12,5%             |                   |
| 2x11     | Juicio en rosa                          | 21/12/2008        | 1.460.000         | 10,9%             |                   |

## Premios
- Nominación en los Premios de la Unión de Actores a Mejor actriz protagonista: Nathalie Poza.